# Katići (Ivanjica)
Pour les articles homonymes, voir Katići.
Katići (en serbe cyrillique : Катићи) est un village de Serbie situé dans la municipalité d’Ivanjica, district de Moravica. Au recensement de 2011, il comptait 115 habitants.

## Démographie
| 1948 | 1953 | 1961 | 1971 | 1981 | 1991 | 2002 | 2011 |
| ---- | ---- | ---- | ---- | ---- | ---- | ---- | ---- |
| 255  | 259  | 262  | 254  | 206  | 150  | 125  | 115  |

|  |